# Emil Cohen
Emil Wilhelm Cohen, född 12 oktober 1842 på Åkjær vid Horsens på Jylland, död 13 april 1905 i Greifswald, var en tysk geolog och mineralog.
Efter avslutade studier i Berlin och Heidelberg företog han 1872-73 en geologisk studieresa till de sydafrikanska diamant- och guldfälten, och resultaten publicerades i kartor och beskrivningar (till exempel Karrooformationens geologi). År 1878 utnämndes han till extra ordinarie professor i petrografi vid universitetet i Strassburg och till chef för Elsass-Lothringens geologiska undersökning samt 1885 till professor i mineralogi vid Greifswalds universitet.
Ett arbete av mycket stor vetenskaplig betydelse är hans Sammlung von mikrophotographien zur Veranschaulichung der mikroskopischen Structur von Mineralien und Gesteinen (1880-84, tredje upplagan 1900), omfattande 80 tavlor. Sista tiden av sitt liv ägnade han åt studiet över meteoriterna och blev på detta område en erkänd auktoritet. Såsom synliga resultat av detta studium föreligger elva Meteoreisenstudien och den stort anlagda Meteoreisenatlas, av vilken I-III utkom 1894-1905.
Cohen besökte flera gånger Sverige och det övriga Skandinavien samt hemförde jämte sin vän Wilhelm Deecke härifrån en stor mängd bergartsprov, som i Greifswalds museum utlades tillsammans med i Nordtyskland funna moränblock av samma bergart och bildade en mycket instruktiv samling för studiet av istransportens riktning. De flesta dåtida yngre svenska geologer och petrografer studerade under någon tid petrografi i Greifswald under Cohens ledning. Han var hedersledamot av Geologiska Föreningen i Stockholm och medlem av Fysiografiska sällskapet i Lund.